# Lucky (In My Life)
Lucky (In My Life) è un singolo del gruppo musicale italiano Eiffel 65, pubblicato nel giugno 2001 come secondo estratto dal secondo album in studio Contact!.

## Descrizione
La canzone, scritta da Maurizio Lobina, Gianfranco Randone, Gabry Ponte e Massimo Gabutti e prodotta da quest'ultimo insieme a Luciano Zucchet, ha riscosso un ottimo successo di vendite in diversi paesi europei.

## Tracce
CD-Maxi (BMG 74321875202)
1. Lucky (In My Life) (Radio Cut) - 3:50
2. Lucky (In My Life) (Gabry Ponte Club Mix) - 5:15
3. Lucky (In My Life) (Ice Pop Extended Mix) - 5:05
4. Lucky (In My Life) (Burn Down Da House Cut) - 5:14
5. Lucky (In My Life) (Under Deal Trance Mix) - 4:30
6. Lucky (In My Life) (DJ Vontronik) - 4:02

## Classifiche
| Classifica (2001) | Posizione massima |
| ----------------- | ----------------- |
| Austria           | 23                |
| Francia           | 68                |
| Italia            | 13                |
| Svezia            | 56                |
| Svizzera          | 74                |